# Atak na bagnety

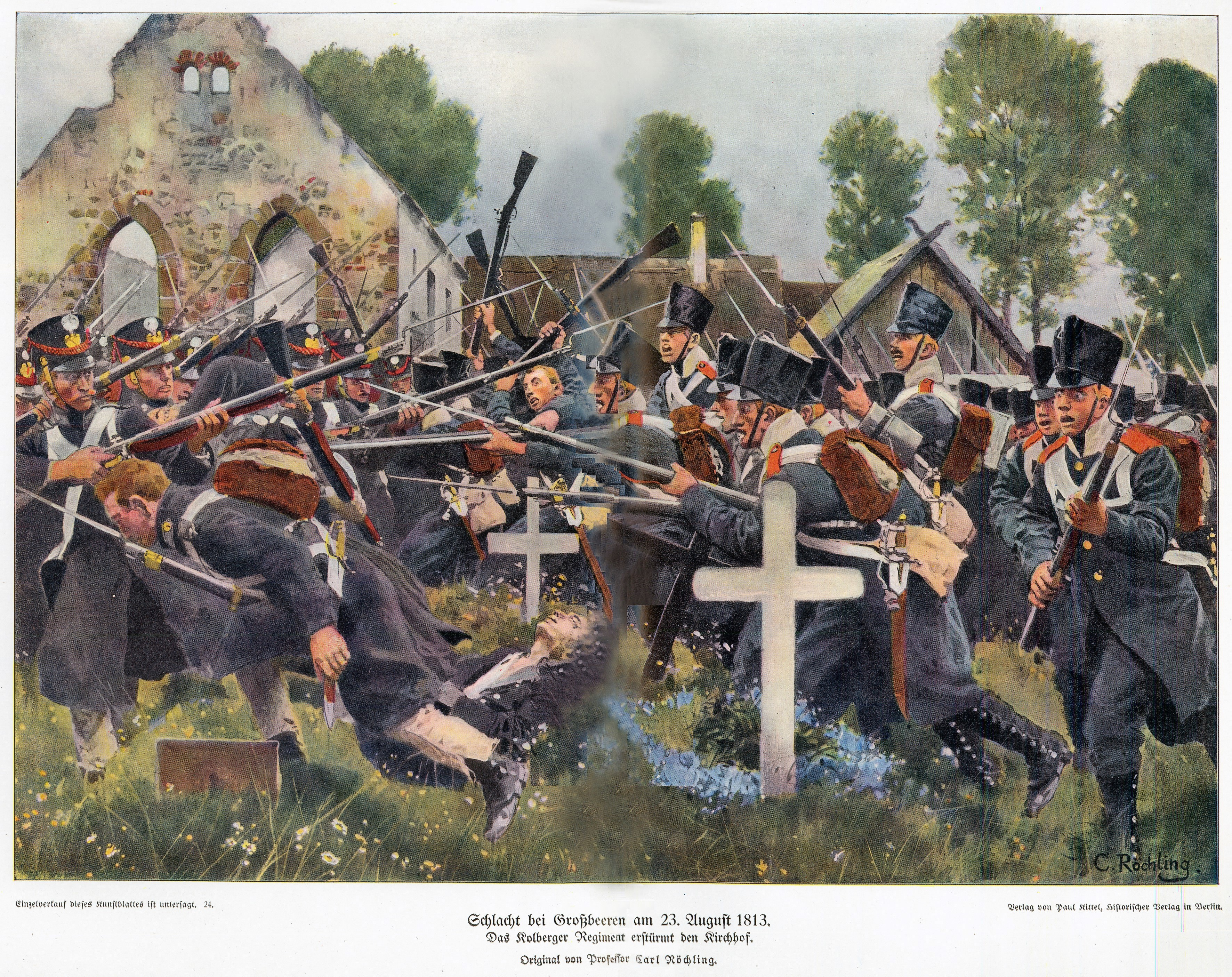
Atak na bagnety w bitwie pod Großbeeren (1813)

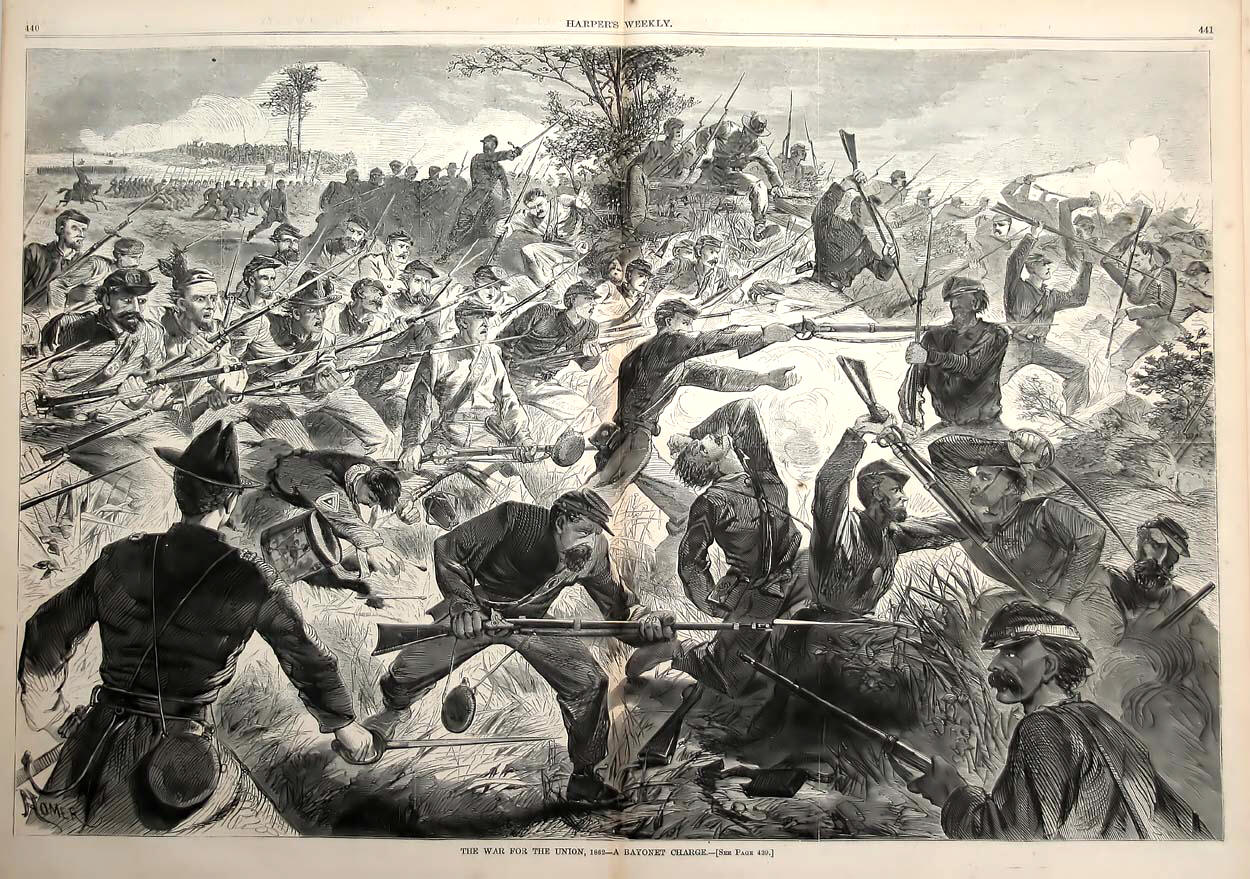
Atak na bagnety podczas wojny secesyjnej (1862)

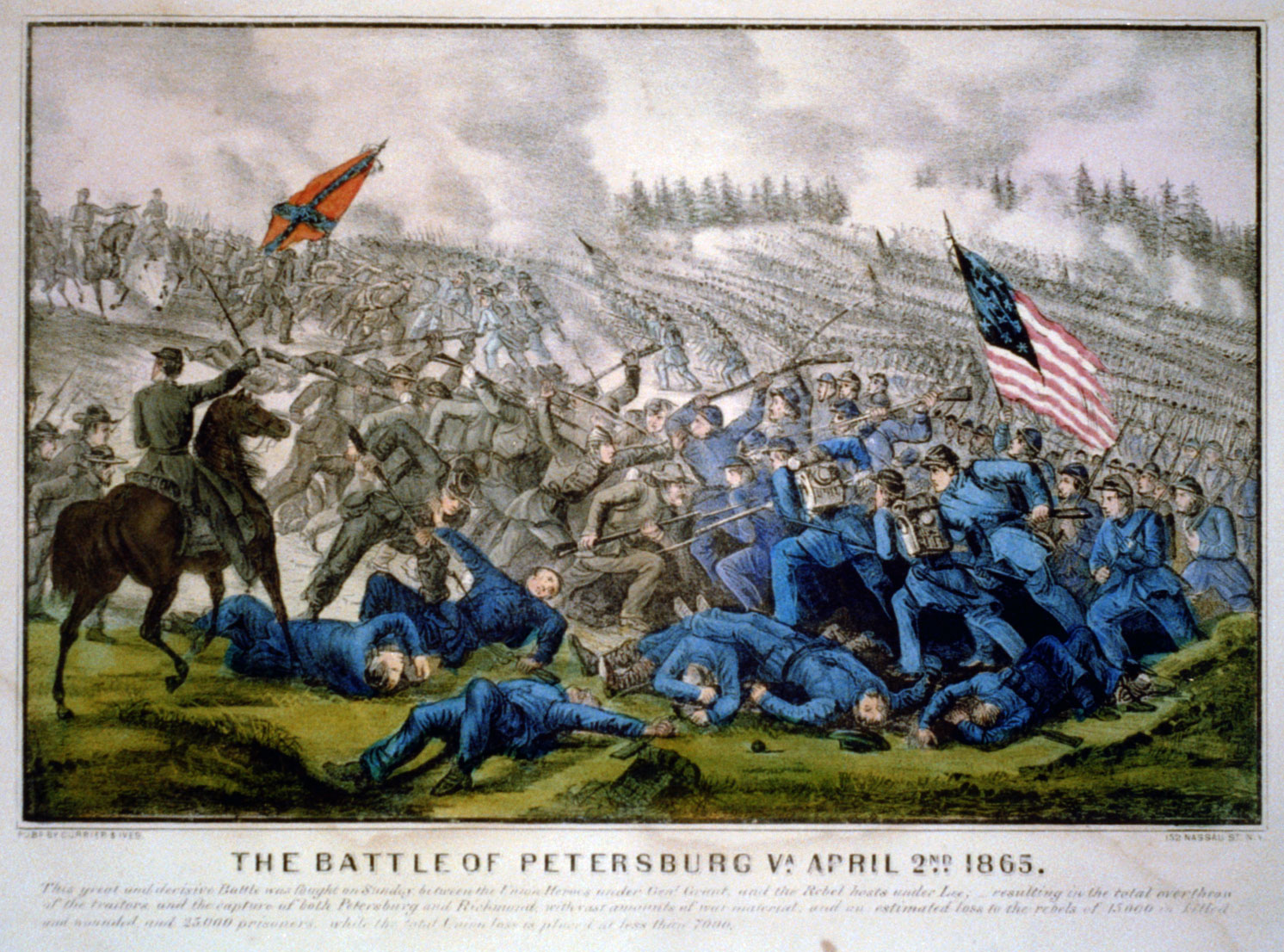
Atak na bagnety w bitwie pod Petersburgiem (1865)

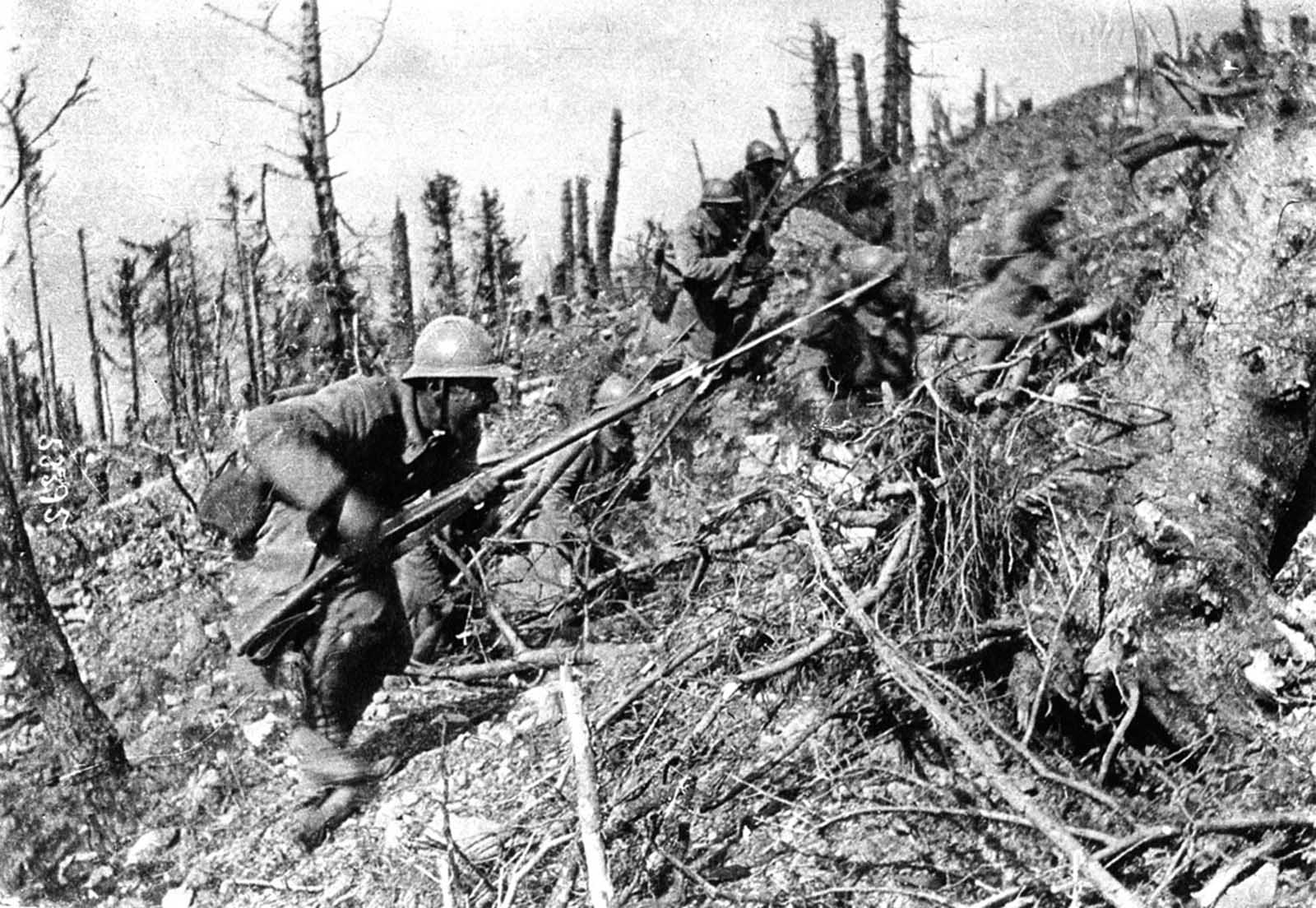
Francuski atak na bagnety w Lesie Argońskim (1915)

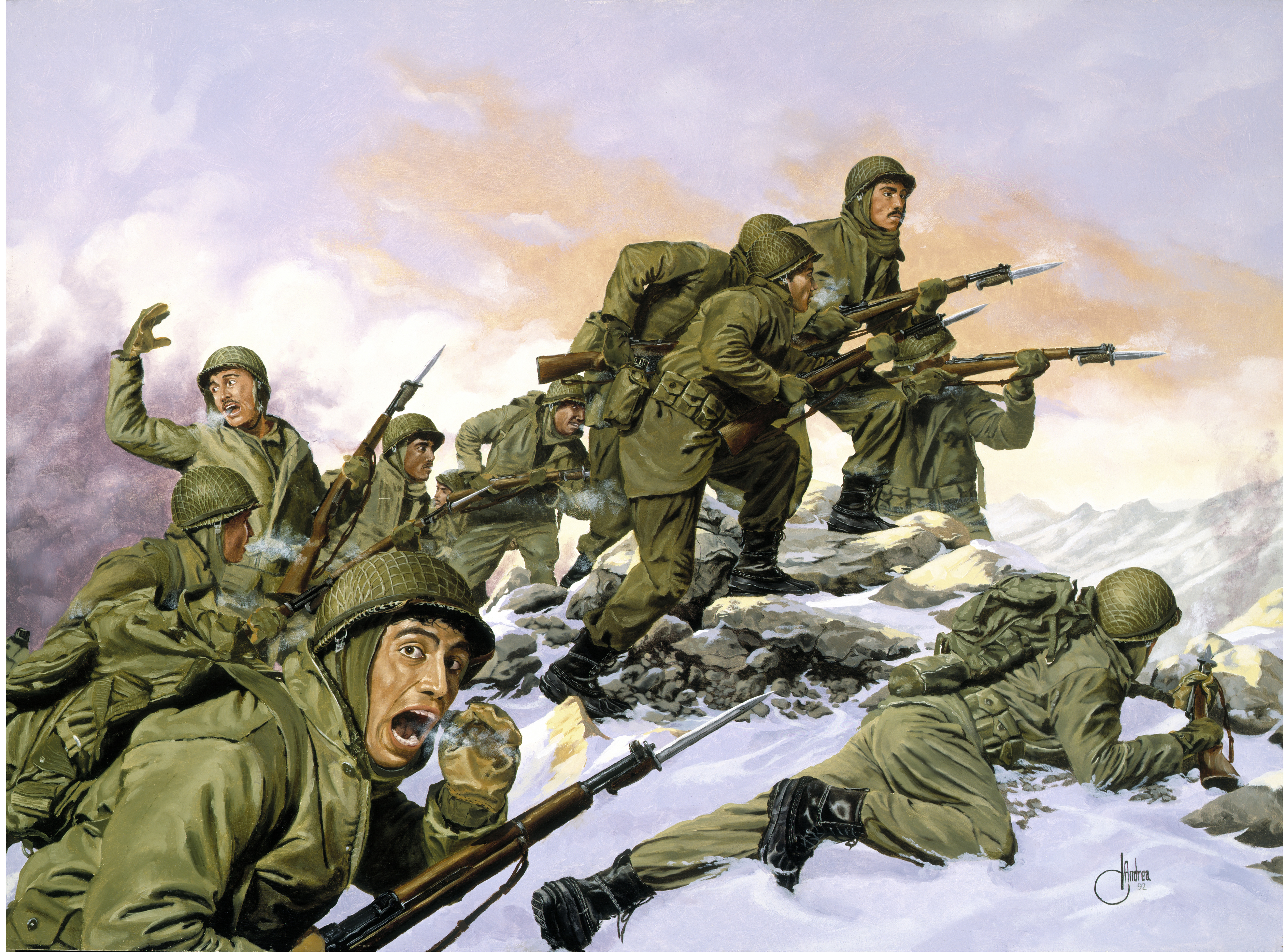
Amerykański atak na bagnety przeciwko Chińczykom podczas wojny koreańskiej (1950–1953)

Atak na bagnety – taktyka stosowana przez piechotę, polegająca na wykonaniu frontalnego ataku przeciwko linii wroga, w celu zlikwidowania go bagnetami w walce wręcz. 

## Opis
Rozwój broni palnej doprowadził do tego, że atak na bagnety w XIX wieku nie kończył się walką w zwarciu, gdyż jedna strona zwykle uciekała, zanim doszło do faktycznej walki. Uważano, że akt mocowania bagnetów jest przede wszystkim związany z morale, dawaniem wyraźnego sygnału przyjaciołom i wrogom o chęci zabicia z bliskiej odległości.
Atak na bagnety był przede wszystkim narzędziem szoku. Podczas gdy ataki były dość powszechne w wojnach XVIII i XIX wieku, faktyczna walka między formacjami z użyciem bagnetów była tak rzadka, że w rzeczywistości nie istniała. Zwykle atak następował dopiero po długiej wymianie ognia, a jedna strona panikowała i uciekała, zanim faktycznie nawiązano kontakt. Walka wręcz piechoty była znacznie bardziej powszechna w miastach, wsiach i na obszarach, które ograniczały widoczność do takich odległości, że walka wręcz była nieunikniona. Te starcia nie były jednak same w sobie atakami na bagnety, a raczej chaotyczną serią pojedynczych walk, w których oprócz bagnetów używano pięści i kolb karabinów.

## Wojny napoleońskie
Atak na bagnety była powszechną taktyką stosowaną podczas wojen napoleońskich (1799/1803–1815). Pomimo swojej skuteczności, atak niekoniecznie powodował znaczne straty w wyniku użycia samej broni. Szczegółowe listy ofiar bitew z XVIII wieku wykazały, że w wielu bitwach mniej niż 2% wszystkich leczonych ran zadanych zostało przez bagnety. Antoine-Henri Jomini, generał i teoretyk wojenny, który służył w wielu armiach w okresie napoleońskim, stwierdził, że większość ataków na bagnety kończyła się ucieczką jednej ze stron przed nawiązaniem jakiegokolwiek kontaktu. Walka na bagnety miała miejsce, ale głównie na małą skalę, gdy wojska przeciwnych stron spotkały się na przykład podczas szturmu na fortyfikacje lub podczas potyczek z zasadzkami na nierównym terenie. W epoce zmasowanego ostrzału artyleryjskiego, w porównaniu z niewidocznymi pociskami, groźba ataku bagnetowego była znacznie bardziej namacalna, bo taki atak mógł doprowadzić do masakry, jeśli obie strony nie ustępowały z pola walki.

## Wojna secesyjna
Podczas amerykańskiej wojny secesyjnej (1861–1865), bagnet był odpowiedzialny za mniej niż 1% ofiar na polu bitew. Atak na bagnety celem zmuszenia wroga do odwrotu, był bardzo skuteczny w wielu starciach niewielkich jednostek na krótkim dystansie podczas wojny secesyjnej, ponieważ większość żołnierzy wycofywała się po ataku podczas przeładowywania. Chociaż takie ataki powodowały niewiele ofiar, to przyczyniały się do paniki w szeregach wroga i pozwalały na zdobycie istotnych z wojskowego punktu widzenia stanowisk nieprzyjaciela, w szybki i zaskakujący sposób.

## I wojna światowa
Podczas I wojny światowej (1914–1918), atak na bagnety był standardową metodą walki, lecz rzadko odnosił sukcesy. Straty brytyjskie pierwszego dnia bitwy nad Sommą były największe w historii British Army i wyniosły 57 470 ofiar, z których 19 240 poległo.
Podczas I wojny światowej ziemia niczyja rozciągała się na wiele metrów długości i szerokości, będąc zdewastowana przez działania wojenne i usiana kraterami po pociskach artyleryjskich i moździerzowych, a czasami zanieczyszczona bronią chemiczną. Silnie broniona przez karabiny maszynowe, moździerze i artylerię z obu stron, często pokryta była drutem kolczastym, minami lądowymi oraz gnijącymi zwłokami tych, którzy nie byli w stanie przedostać się przez morze kul, eksplozji i płomieni. Atak (w tym również na bagnety) przez ziemię niczyją często kończył się całkowitą zagładą całych batalionów.

## Współczesność
Obecnie atak na bagnety wykorzystywany jest w szkoleniu piechoty, celem podniesienia morale i agresywności żołnierzy.